# Хименес, Мануэль
Мануэль Хосе Хименес Гонсалес (исп. Manuel José Jimenes González; 14 января 1808, Баракоа, провинция Гуантанамо, Куба, — 22 декабря 1854, Порт-о-Пренс, Гаити) — доминиканский политик, второй президент Доминиканской Республики. Находился на посту президента с 4 августа 1848 года по 30 мая 1849 года. Перед этим занимал должность военно-морского министра.
Родился в семье Хуана Хименеса и Альтаграсии Гонсалес.
После провозглашения независимости Доминиканской Республики Хименес занимал пост военно-морского министра при президенте Педро Сантане. 4 августа 1848 года Сантана ушёл в отставку вследствие политического и экономического кризиса, и через четыре дня Хименес был избран президентом. В том же году гаитянские войска под командованием будущего императора Сулука вторглись в Доминиканскую республику. Хименес не смог остановить вторжение и обратился к Сантане за военной помощью. Сантана смог победить гаитян, тем самым получив слишком большую власть, и конгресс потребовал отставки Хименеса. Его преемником стал Буэнавентура Баэс.
Мануэль Хименес был дважды женат. Первый раз он женился на Марии Франсиске Равело де лос Рейес 19 августа 1835 года в Санто-Доминго. От неё имел пять детей: Мария дель Кармен, Исабель Эмилия, Мария де лос Долорес, Мануэль Мария и Мануэль де Хесус. Второй раз он женился на Альтаграсии Перейре Перес 21 мая 1849 года. Сын от этого брака, Хуан Исидро Хименес, впоследствии стал президентом Доминиканской Республики.
Мануэль Хименес умер 22 декабря 1854 года на Гаити.